# سانغيتا بيجلاني
سانجيتا بيلاني (من مواليد 9 يوليو 1960) ممثلة بوليوود هندية سابقة وملكة جمال الهند في عام 1980. بدأت حياتها المهنية في بوليوود مع دور قيادي في Qatil في عام 1988 وكانت واحدة من ثلاث نساء يتصدرن في فيلم الحركة المتعدد الأفلام الرائد ترايديف (1989).

## روابط خارجية
- سانغيتا بيجلاني على موقع IMDb (الإنجليزية)
- سانغيتا بيجلاني على موقع قاعدة بيانات الفيلم (الإنجليزية)